# Agathosma pulchella
Agathosma pulchella är en vinruteväxtart som först beskrevs av Carl von Linné, och fick sitt nu gällande namn av Heinrich Friedrich Link. Agathosma pulchella ingår i släktet Agathosma och familjen vinruteväxter. Inga underarter finns listade i Catalogue of Life.